# Gmina Pivka
Pivka – gmina w Słowenii. W 2002 roku liczyła 5926 mieszkańców.

## Miejscowości
Miejscowości wchodzące w skład gminy Pivka:

- Buje
- Čepno
- Dolnja Košana
- Drskovče
- Gornja Košana
- Gradec
- Jurišče
- Kal
- Klenik
- Mala Pristava
- Nadanje selo
- Narin
- Neverke
- Nova Sušica
- Palčje
- Parje
- Petelinje
- Pivka – siedziba gminy
- Ribnica
- Selce
- Slovenska vas
- Stara Sušica
- Suhorje
- Šilentabor
- Šmihel
- Trnje
- Velika Pristava
- Volče
- Zagorje